# Novák Lajos (kanonok)
Novák Lajos (Divény, 1842. május 24. – Budapest, 1941. február 4.) Esztergom főegyházmegyei áldozópap és tanár, kanonok, egyházi író. 

## Életútja
Apja Novák Miklós, nemes származású, a Zichy grófi család főtisztje volt. A gimnázium I-IV. osztályt Vácon, az V-VI.-at Esztergomban végezte, 1859-ben az Esztergom egyházmegyei növendékpapok közé felvették, s a bölcseletet Nagyszombatban, a teológiát Esztergomban hallgatta. 1865. július 23-án miséspappá szentelték fel és mint segédlelkész Nagycétényben, 1869. októbertől Budapest-Józsefvárosban működött. 1872-ben a budapesti királyi katolikus főgimnáziumhoz hittanárrá nevezték ki. 1900-ban tiszteletbeli esztergomi kanonok lett, 1901-ben a budapesti hitoktatás felügyelője, 1914-ben kaposfői címzetes prépost, 1924-től pápai prelátus.
1937-ben Balázsi Gergely nagycétényi plébános beszédét ajándékozta a Hadtörténeti Múzeumnak. 1939-ben nyugalomba vonult.
1915-ben a Szent István Akadémia II. osztályú tagja lett.
Álneve: Kávon Lajos, melyet 1861-66-ig használt a Kath. Néplap, Vasárnapi Ujság, Napkelet, Idők Tanúja és Tanodai Lapokban.

## Elismerései
- 1902-ben a király arany érdemkereszttel és a prímás a fővárosi hitoktatás érseki felügyeletének tisztével tüntette ki

## Írásai
Cikkei a Vasárnapi Ujságban (1861. A magyar szent korona története, Kávon Lajos álnévvel, 1864. A szem, szintén Kávon L. álnévvel); az Egyvelegben (1862. A római sírok és ezek feliratai); a Napkeletben (1862. Egy XV. századbeli menyegző, Uti jegyzetek); a M. Tudományos Értekezőben (1862. II. Divény vára ismertetése); a Felvidéki M. Közlönyben (Balassa-Gyarmat 1863. Divény városának ismertetése); a Tanodai Lapokban (1863. Szűz Szent Imre herczeg élete); a Kath. Néplapban (1864. Oláh Miklós primás); az Esztergomi Ujságban (1864. A sárkány-lovagrend); az Esztergomban (1865. Szent Ferencz-rendje magyarországi történetének korrajza, toldalék szent Ferencz életéhez); M. Sionban (1865. Szent Gellért csanádi püspök élete, 1868. A divényi plébánia, 1869. Nagy-Kér); az István bácsi Naptárában (1865. A káromkodó, 1866. A hitetlen, beszélyek, mindkettő pályadíjat nyert, 1867. Vanchai István első magyar bibornok s esztergomi érsek, 1868. Dömötör magyar bibornok, 1869. Széchy Dénes bibornok, 1870. Bakács Tamás bibornok érsek, 1878. Bölcsődék Budapesten); az Uj M. Sionban (1870. A közös iskolák kérdéséhez, 1872. A philanthropia és a ker. felebaráti szeretet); a Kath. Hetilapban (1876. Az uzsoratörvényről); a budapesti V. ker. kir. kath. főgymnasium Értesítőjében (1879. A szegény gyermekek sorsa az ó-kori társadalomban, különnyomatban is); a Religióban (1881. Mit tett a keresztény egyház a szegény gyermekek ügyében, 1888. II. A középiskolák hitoktatása); ezeken kívül írt még több verset, kritikát és könyvismertetést a Kath. Néplapba, Idők Tanujába, Religióba, Jelenkorba és a M. Államba.

## Művei
- 1868 A divényi plébánia. Magyar Sion
- Falusi rossz szokások. Esztergom, 1869. (U. ez Bpest, 1892. a Szent István-társulat Népiratkái 67. sz.)
- A községi iskola hátrányai az államra, társadalomra és keresztény mívelődésre. Eger, 1871. (Jutalmat nyert pályamunka)
- A sinai bálvány. Pest, 1873. (Kávon L. névvel)
- A zárdák és ellenségeik. Pest, 1873. (Kávon L. névvel)
- Emlékirat a Pesti első bölcsőde-egylet alapításának negyedszázados évfordulója és a József-városban épült új intézet házának 1877. jan. 11. történt ünnepélyes beszentelése s megnyitása alkalmára. Budapest, 1877
- Nagykárolyi gróf Károlyi Gyuláné, született nagykárolyi Károlyi Georgine grófnő emlékezete. Gyászbeszéd, melyet a pesti bölcsőde- és a budapesti gyermekmenhely-egyletek által 1878. márczius 14. rendezett emlékünnepély alkalmával mondott. Budapest, 1878
- Gróf Károlyi István emlékezete. (Gyászbeszéd). Budapest, 1881
- Paulai szent Vincze és a párisi első lelenczház. Budapest, 1882
- A szegény gyermekek sorsa napjainkban. Budapest, 1883
- A szegény gyermekek sorsa és társadalmi gondozása hazánkban. Budapest, 1885. (Különnyom. a Religióból)
- Divény hajdan és most. Budapest, 1887
- Az egresi cisterci apátság története. Budapest, 1892. (Különny. a Religióból)
- Mit kell tudnunk a parancsolt böjtökről? Budapest, 1893. (Népiratkák 76.)
- A budapesti első gyermekmenhely-egylet istvántelki intézetének czélja, keletkezése és szervezete. Budapest, 1893
- Emlékbeszéd… Majer Istvánnak… 1894. máj. 10. a pesti bölcsőde-egyesület által rendezett gyászünnepélye alkalmával. Budapest, 1894
- A pesti első bölcsőde-egyesület történetének, alapszabályainak és működésének rövid vázlata. Budapest, 1896
- A budapesti első gyermekmenhely-egyesület huszonötéves működésének története. Budapest, 1896
- A bérmálás szentsége. Előkészítő oktatások a bérmálás szentségének fölvételéhez. Budapest, 1899
- Nagy Mária-Cell rövid története és ismertetése. A kegyhelyre zarándokló ájtatos bucsújárók használatára és épülésére. Budapest, 1900. (Népiratkák 161.)